# Тумин (Волынская область)
Тумин (укр. Тумин) — село в Затурцевской сельской общине Владимирского района Волынской области Украины.
До 2020 года входило в Локачинский район.
Код КОАТУУ — 0722481205. Население по переписи 2001 года составляет 419 человек. Почтовый индекс — 45512. Телефонный код — 3374. Занимает площадь 1,626 км².